# Casa dei Pigmei

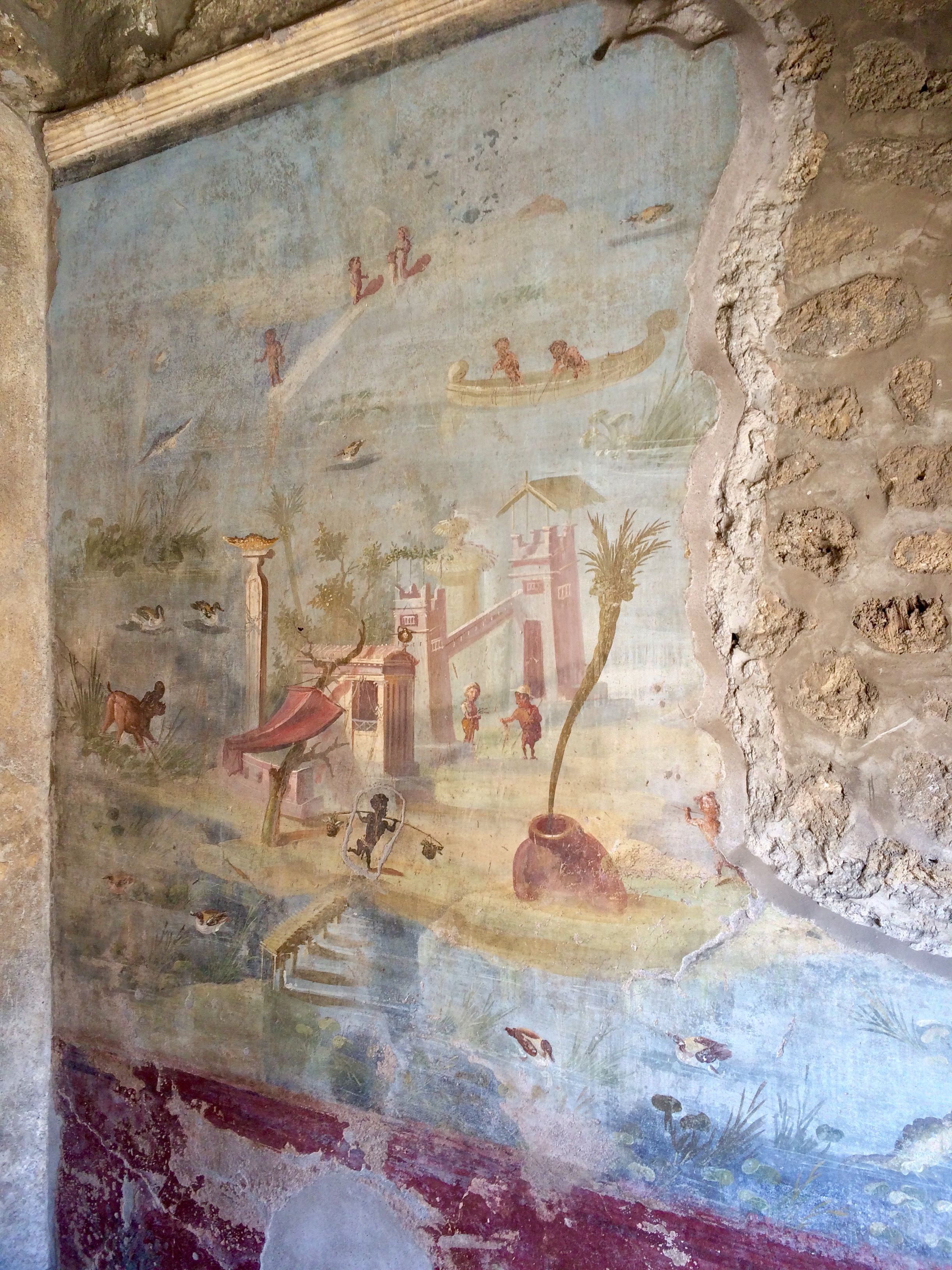
Nillandschaft mit Pygmäen

Die Casa dei Pigmei (Haus der Pygmäen) ist ein Wohnhaus in Pompeji (IX.5.9), das 1877 ausgegraben wurde. Das Haus erhielt seinen modernen Namen von der Ausmalung eines Raumes, der Nillandschaften zeigt, die mit Pygmäen bevölkert sind.

## Beschreibung
Das Haus hat links und rechts vom Eingang Läden, die jedoch nicht mit dem eigentlichen Haus verbunden sind. Die Casa dei Pigmei war einst reich ausgemalt, doch ist die Anlage nach der Ausgrabung nicht überdacht worden (wie es seit dem 20. Jahrhundert üblich war), so dass heute der größte Teil der Wanddekorationen stark verblasst ist. Hinter den Fauces befindet sich das Atrium, das einst im 2. Stil ausgemalt war. Wiederum dahinter liegt das Peristyl, das einst großformatige Gartenlandschaften zeigte, die heute ganz vergangen sind.
Ein Oecus im hinteren Teil des Hauses ist mit Nillandschaften und Pygmäen bemalt. Der Raum ist früh überdacht und geschützt worden, so dass diese Wandmalereien heute noch gut erhalten sind. Auf der rechten Wand sieht man im Zentrum mehrere Gebäude, darunter befindet sich ein Tempel und daneben zwei turmartige Bauten. Auf einem Pfeiler auf der linken Seite liegt ein Krokodil. Mehrere kleinwüchsige Personen sind dargestellt, zwei von ihnen sind vielleicht in ein Gespräch verwickelt. Eine dritte Person, schwarz und daher sicherlich als Pygmäe gemeint, bringt Wasser. Rechts sieht man eine Palme. Die ganze Szene ist auf einer Insel angesiedelt, ringsherum sieht man Wasser und darin Wassertiere, wie ein Nilpferd. Im oberen Teil der Wand sieht man Leute in einem Boot. Ganz rechts sieht man zwei Kleinwüchsige, wie sie vor einem Krokodil flüchten. Die linke Wand besitzt ein Fenster. Links und rechts davon befinden sich Malereien. Auch hier sieht man sakrale Bauen und kleinwüchsige Personen. Lawrence Richardson Jr. vermutete, dass Lucius, der einzige namentlich bekannte Maler aus Pompeji, die Fresken ausführte. Solche Nillandschaften sind seit dem 2. Stil in Pompeji bezeugt, waren dann aber vor allem im 4. Stil beliebt. Sie zeigen oft Tempel, exotische Tiere und ägyptisierende Elemente. Die Bilder sind oftmals mit Pygmäen bevölkert, die bei verschiedenen Tätigkeiten, vor allem bei der Jagd, dargestellt sind. Die Ausmalung eines ganzen Raumes mit solchen Szenen, wie hier, ist eher die Ausnahme.

## Galerie

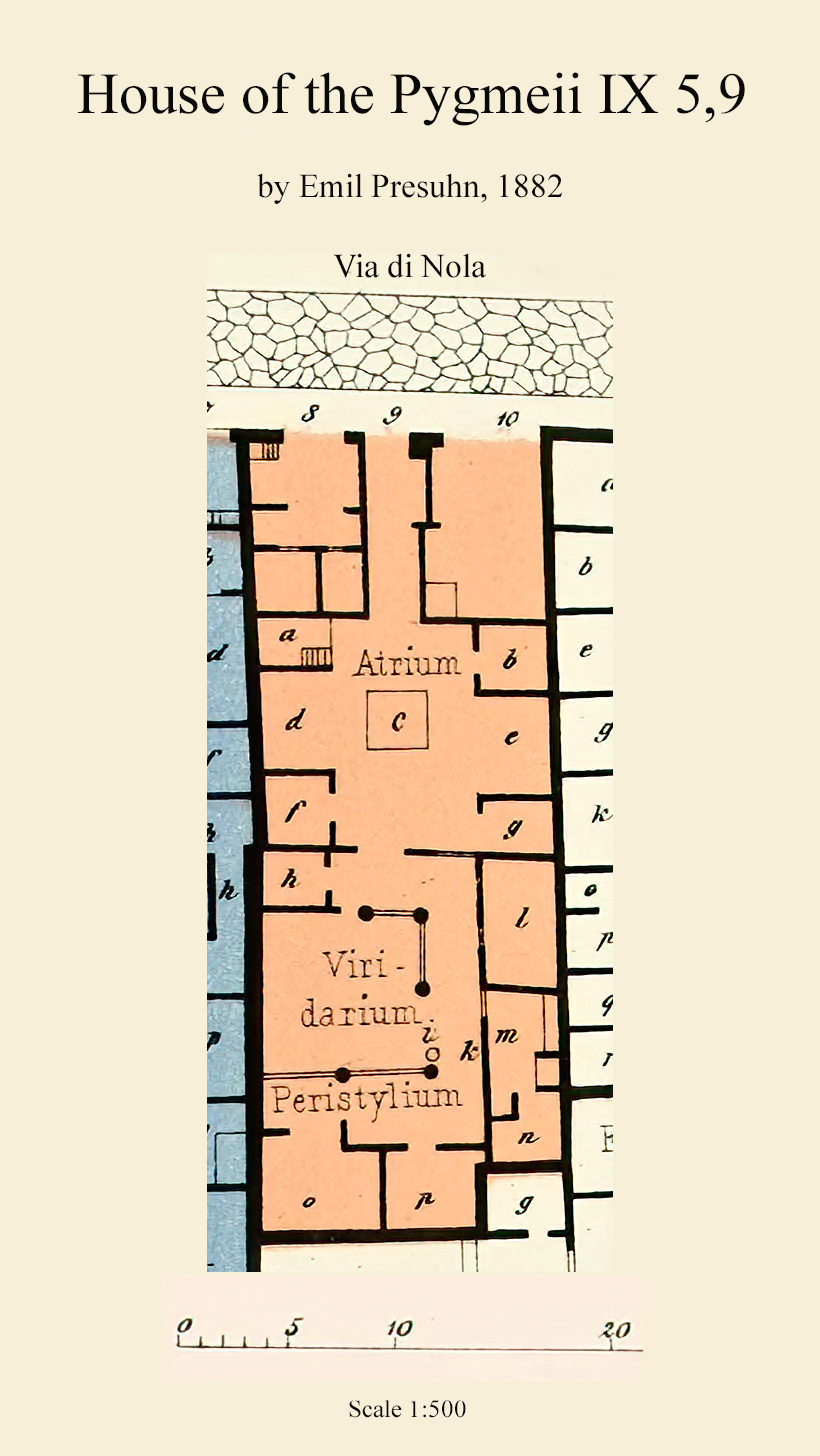
Grundriss des Hauses
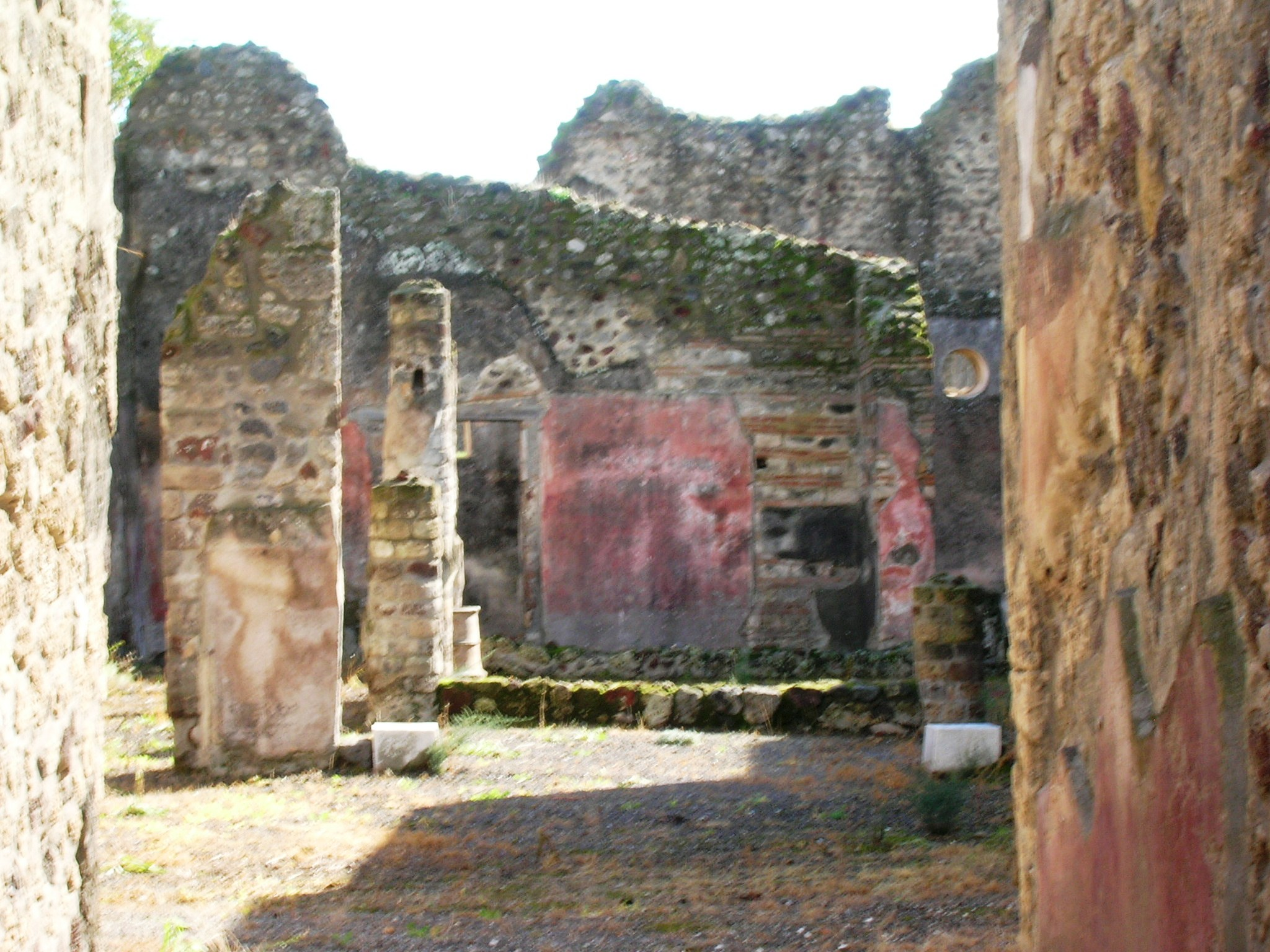
Blick auf das Peristyl
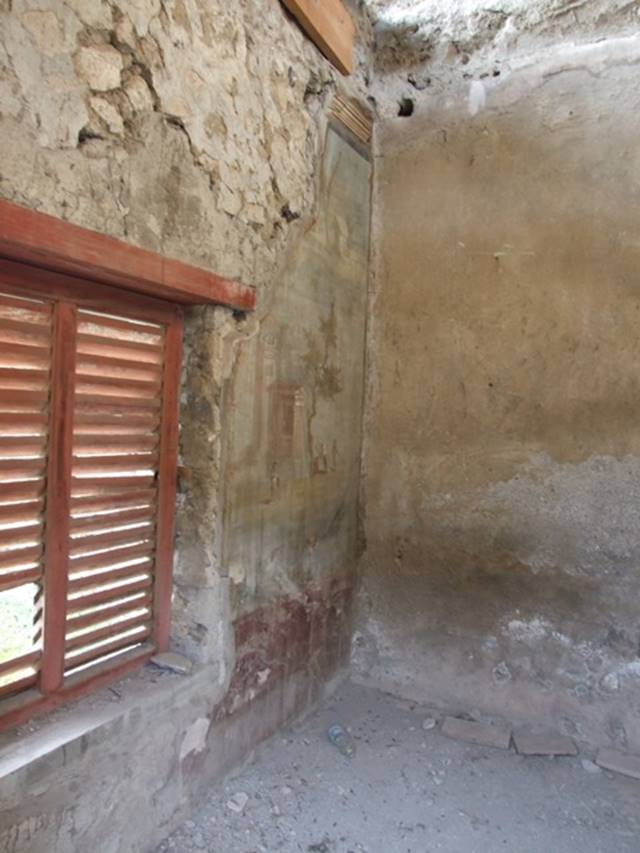
Südwestecke des Raumes mit den Nillandschaften
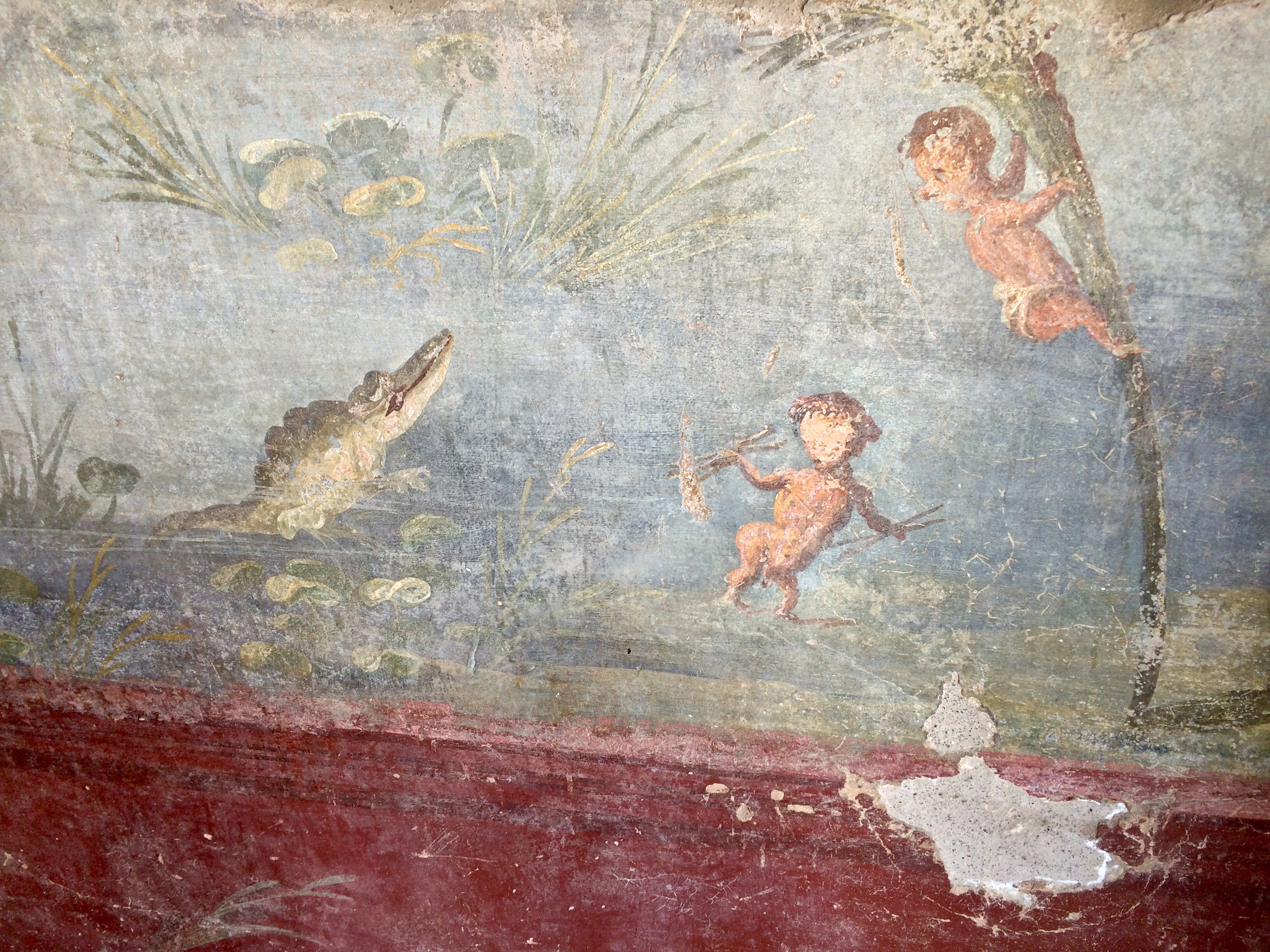
Detail der Malereien